# شارل رزق
شارل رزق (20 يوليو 1935 -)، سياسي وحقوقي لبناني. تولى مهام وزارة العدل في الحكومة اللبنانية من يوليو 2005 إلى يوليو 2008.

## عن حياته
- حصل على إجازة في الحقوق من جامعة القديس يوسف، وبعام 1964 حصل على شهادة الدكتوراه في العلوم السياسية من «معهد الدراسات السياسية» بباريس وإجازة في الآداب من جامعة ليون.
- بعام 1960 أصبح أصغر مدير عام في لبنان عندما عينه الرئيس فؤاد شهاب مديرًا للدراسات في معهد الدروس في مجلس الخدمة المدنية.[1] وعمل بين عامي 1967 و1970 مديرًا عامًا لوزارة الإعلام[1]، ثم بين عامي 1970 و1973 مفتشًا عامًا في هيئة التفتيش المركزي. ومن عام 1973 إلى عام 1978 عين مديرًا عامًا للمؤسسة الوطنية لنهر الليطاني.[1]
- في عام 1978 عينه الرئيس إلياس سركيس رئيسًا لمجلس إدارة تلفزيون لبنان ومديرًا عامًا له[1]، بقي في هذا الموقع حتى عام 1983 [1] عندما قدم استقالته بعد أن تم اختطافه من قبل ميليشيا القوات اللبنانية لإجباره على إعطاء رخصة بث تلفزية للمؤسسة اللبنانية للإرسال.[2]
- بعد أن قدم استقالته ذهب إلى الولايات المتحدة وعاش فيها قبل أن يعود إلى لبنان ويؤسس «شركة داتا مانجمانت» المتخصصة في خدمات الكمبيوتر، والتي تولى إدارتها إلى عام 1988.
- في عام 1998 أصبح الممثل الشخصي لرئيس الجمهورية إميل لحود في المجلس الدائم للفرنكوفونية.
- شارك في مجلس الوزراء في حكومتين:
  - من 19 أبريل 2005 إلى 19 يوليو 2005 وزيرًا للإعلام ووزيرًا للسياحة في حكومة الرئيس نجيب ميقاتي في عهد الرئيس إميل لحود.
  - من 19 يوليو 2005 إلى 11 يوليو 2008 وزيرًا للعدل في حكومة الرئيس فؤاد السنيورة في عهد الرئيس إميل لحود.

وكان عند تعيينه وزيرًا كان يعد من المقربين من الرئيس لحود، إلا أن علاقته معه مالبثت أن توترت بعد مساندته إقامة محكمة دولية لمحاكمة المتورطين في اغتيال رئيس الوزراء الأسبق رفيق الحريري.
- تم طرح اسمه كخليفة محتمل للرئيس لحود[2]، إلا أن ترشيحه لقى معارضة من تحالف 8 آذار.

## حياته الأسرية
تزوج في عام 1968  وله ابنتين هما جوانا وكارين.